# Carraca (embarcación)

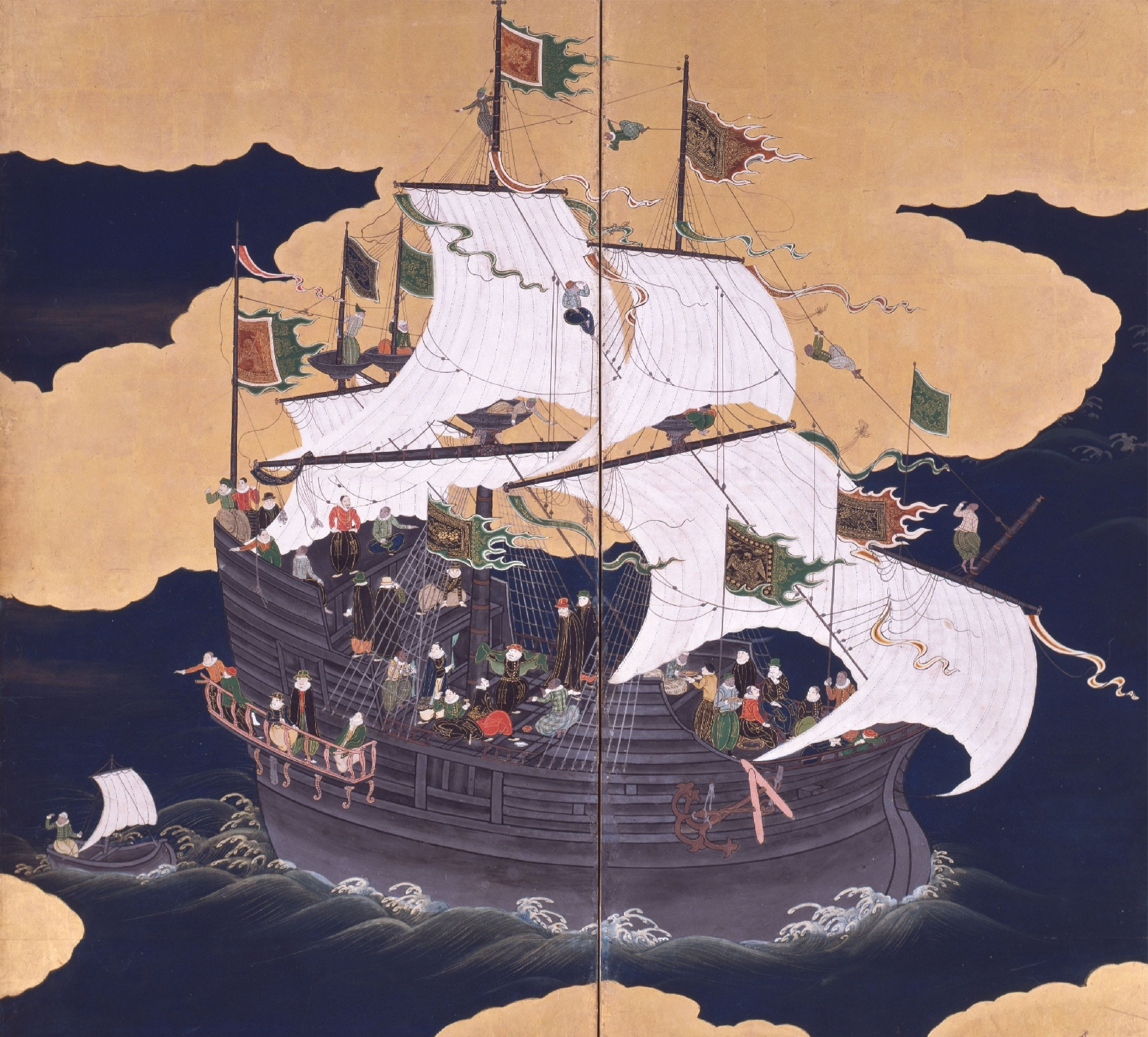
Imagen de una carraca portuguesa en Nagasaki. Biombo japonés del siglo XVII

Las carracas eran navíos de vela redonda de alto bordo especializados en el transporte de grandes cargas en travesías largas. Hubo carracas desde el siglo XV hasta el siglo XVI. Fueron los mayores buques europeos de su época.
Eran muy apreciadas por portugueses, venecianos y genoveses y menos utilizadas por castellanos y aragoneses. En los astilleros del mar Cantábrico se construyeron muy pocas carracas, por su mal comportamiento en los temporales.

## Orígenes
Construido por los portugueses en el siglo XV durante sus exploraciones, la configuración básica de la carraca constaba de un casco con calado considerable, un mástil y una enorme vela rectangular. Con el paso del tiempo fue incorporando adelantos significativos; el principal de ellos fue la incorporación de timón de codaste como reemplazo de los timones de espadilla.
Su tamaño y calado le daban prestaciones muy importantes y apreciadas:
- Carga: en su tiempo fue el mayor buque de carga disponible, siendo ésta muy diversa. También se le empleó como transporte de tropas, incluso caballería.
- Resistencia: Las carracas fueron barcos muy sólidos y fiables (aunque tenían mal comportamiento en las tormentas), y conforme iban incorporando adelantos técnicos fueron capaces de realizar travesías más largas.

La principal desventaja de las carracas era su pobre maniobrabilidad y su lentitud, deficiencias que fueron mejorándose con los adelantos técnicos que iban surgiendo.
Otro aspecto importante de las carracas era que, al tener un calado significativo, solo podían hacer operaciones de carga y descarga en puertos de altura, ya sea que fueran marítimos o fluviales, o bien estando ancladas a distancia. Su capacidad de maniobra en puertos de cabotaje era muy limitada.
Otro inconveniente de este tipo de embarcaciones era el elevado costo de construcción, sobre todo considerando que durante la Edad Media los estados nacionales europeos eran esencialmente nominales; en realidad, Europa estaba fragmentada en territorios feudales y ciudades estado, de los cuales solo unos pocos tenían los medios para financiar la construcción de carracas. Este aspecto es significativo desde el punto de vista histórico, ya que en términos navales, la carraca, como buque de guerra, era muy superior al drakkar vikingo. Sin embargo, la falta de flotas defensivas en Europa, especialmente en Francia e Inglaterra, permitió a los vikingos llevar a cabo invasiones con éxito en estos reinos.

## Características
El casco tenía un castillo de proa que, a diferencia de la coca, no era una estructura superpuesta al casco, sino que formaba parte de él integrándose perfectamente y que no sobresalía por los costados. Tenía mayor altura que los castillos anteriores y, en muchas ocasiones, podían colocarse varios puentes superpuestos. La misma estructura era aplicada al alcázar de popa compuesto de dos o más puentes llamados alcazarillos, englobados en la estructura de la nave, donde se instalaron inicialmente los cañones. Las carracas tenían un casco ligeramente más redondeado que las cocas e incorporaron por primera vez los tres palos. El trinquete y el mayor con velas cuadradas (inicialmente una cada palo) y el mesana una vela triangular. En las carracas más evolucionadas se añadió un cuarto palo a popa llamado contramesana con velas latinas. A medida que transcurrieron los años el velamen se complicó añadiendo nuevas velas cuadradas a los dos primeros palos. Esta estructura vélica dificultaba la navegación con viento de bolina pero facilitaba la de viento de través y de popa.

### Casco
La relación eslora/manga era aproximadamente 3. Llevaban castillo de proa, bastante alto, y castillo de popa de grandes dimensiones. La cubierta tenía castillo, combés y toldilla, llevando en el combés una gran escotilla de carga. 
El casco solía estar reforzado por grandes cintones y bulárcamas.

### Desplazamiento
En el siglo XV tenían entre 200 y 600 toneladas. A finales del XVI las hubo de hasta 2000 toneladas.

### Aparejo y arboladura
Las primeras carracas eran de un solo palo. Fueron evolucionando, y a finales del XVI llevaban 3 palos, habiendo algunas de 4. Los palos tenían masteleros y llevaban cofas para situar a los arqueros.
El palo mayor era mucho más grande que el trinquete, que a su vez también era mucho mayor que el mesana. 
En el siglo XV, el velamen de las carracas solía ser:
- Cebadera cuadra en el bauprés.
- Velas cuadras para trinquete y velacho.
- Velas cuadras para mayor y gavia.
- Vela latina para el mesana, y latina o cuadra para sobremesana. Y, a veces, una latina en contramesana.

## Transformación y evolución
El descubrimiento de América y la consolidación de estados nacionales en Europa (Portugal, España, Holanda, Francia e Inglaterra) conllevó que de sus arcas, destinaran fondos para la construcción de sus flotas y poder explorar el Nuevo Mundo.
A diferencia de las carabelas, que fueron quedando en desuso, las naos y carracas sufrieron mayores mejoras y transformaciones, hasta convertirse en un nuevo tipo de embarcación, conocido como galeón, del que se dieron distintas variantes, como el galeón español y el galeón inglés.

## Carracas notables
- La carraca La Charente de Luis XII de Francia llevaba 1200 hombres de guerra y 300 piezas de artillería.
- En la Jornada de Túnez apoyó a Carlos V, entre otras, la carraca portuguesa S. Juan Botafogo, la mayor de ese tiempo, con 200 cañones.
- En la segunda expedición a Italia del Gran Capitán, participaron 3 o 4 carracas junto a las naos vizcaínas.

## Diferencia con las naos

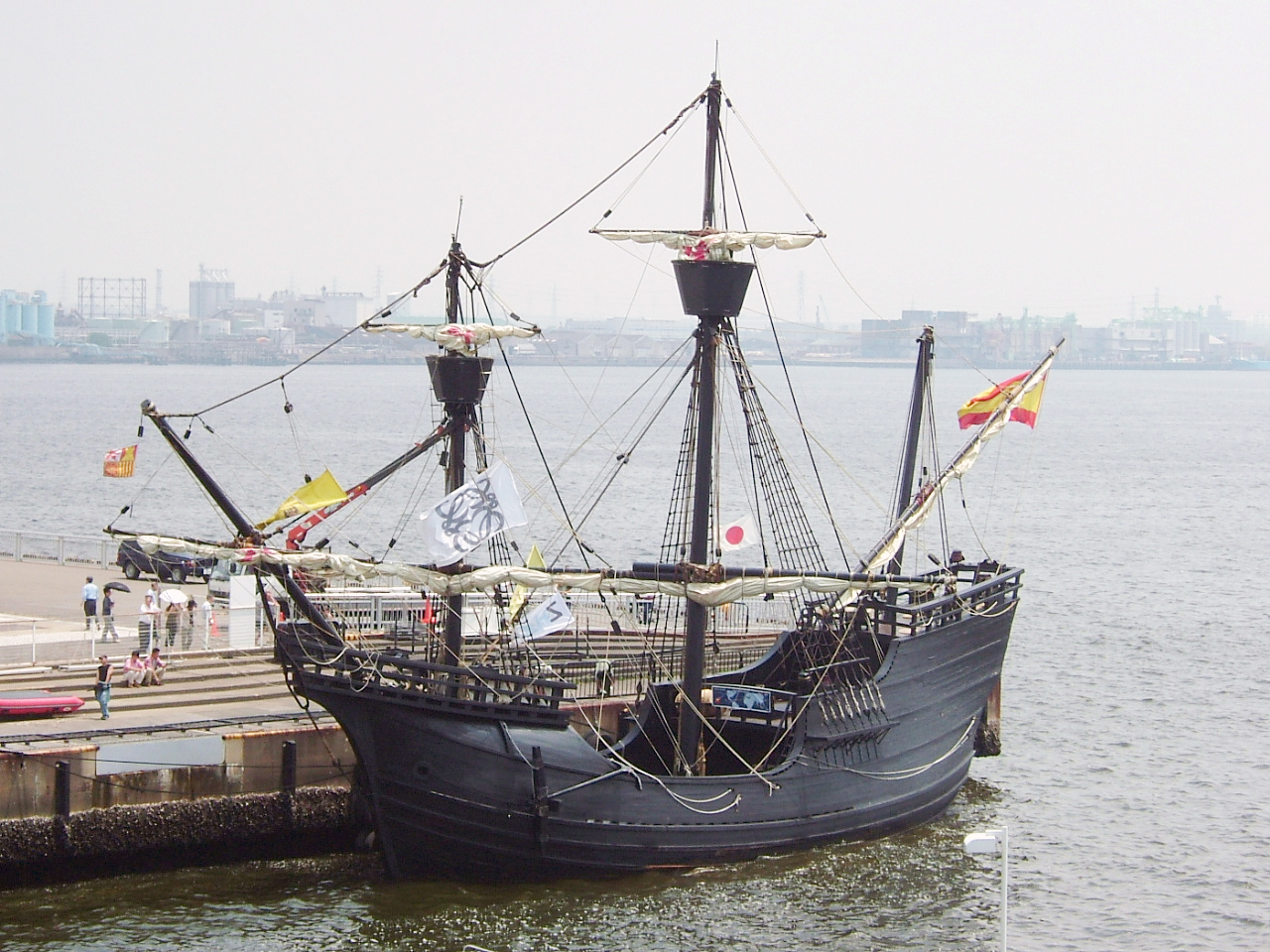
Réplica de la nao Victoria, la única de las cinco naves de Magallanes que retornó a España en 1522, siendo la primera en circunnavegar el globo terrestre.

A veces se llamó naos a las carracas, o a cualquier buque, utilizando la expresión nao en su sentido general de navío o buque. Pero las naos eran también un tipo específico de buque. 
Aunque el casco era muy parecido de formas, el de las carracas estaba reforzado con cintones y bularcamas exteriores de madera; el de las naos no.
Los castillos de proa y popa eran más grandes en las carracas que en las naos.
Las naos solo llevaban una vela latina en el mesana, y solo llevaban cofas en trinquete y mayor. El tamaño de los tres palos de las naos no era tan diferente como en las carracas.
El tonelaje de las naos variaba entre 100 y 500 toneladas. Las más pequeñas eran naos de exploración, y las mayores, de carga o guerra.

## Desarrollo
Hacia fines de la Edad Media, en especial a partir del siglo XIV, las carracas y naos ya habían incorporado más mástiles, más velamen, incluyendo velas latinas, que aunado a su resistencia y capacidad de carga las convirtieron en el caballo de batalla de las rutas marítimas de comercio, sirviendo desde Islandia en el norte, las Azores en el oeste y las costas africanas, incluso el Océano Índico en el sur. Se puede afirmar que en este punto, Europa en su conjunto había logrado la supremacía mundial en construcción naval.